# Leonie von Wilckens
Leonie von Wilckens (* 3. Juni 1921 in Sypniewo; † 25. Dezember 1997 in München) war eine deutsche Kunsthistorikerin und Kuratorin.

## Leben und Wirken
Ihre Eltern waren Ilse Rienaecker (* 1893), Tochter der Ida Hahlweg und des Diplomaten Albrecht Rienaecker (* 1853; † 1936), und der Gutsbesitzer Hans Jürgen von Wilckens (* 1889; † 1974). Die Eltern wohnten nach der Enteignung des väterlichen Besitzes bei Posen, vormals ein Familienfideikommiss und dann ein Allodgut von mindestens 2500 ha, in der Nähe von Hildesheim. Der Vater war früh als Politiker aktiv und dann mehrfach als Autor tätig. Fritz Leberecht von Wilckens ist ihr Großvater.
Von 1938 bis 1943 studierte von Wilckens Kunstgeschichte, Klassische Archäologie, Geschichte und Germanistik an den Universitäten Bonn, Berlin, München und Florenz. Ihren Abschluss erlangte sie mit der Schrift „Studien zum Frühwerk Mantegnas“. Zwischen 1944 und 1948 arbeitete sie zunächst als Volontärin, dann als Bibliotheksassistentin am Bayerischen Nationalmuseum in München und konzipierte vor Ort ab 1949 zusammen mit Ludwig Grote Ausstellungen zum Blauen Reiter und zur deutschen Kunst des beginnenden 20. Jahrhunderts, die ersten größeren Ausstellungen in der Landeshauptstadt nach Kriegsende. Ab 1952 arbeitete Leonie von Wilckens als Kuratorin der Sammlung für Möbel, Textilien, Spielzeug und Schmuck am Germanischen Nationalmuseum in Nürnberg. Nach ihrem Eintritt in den Ruhestand im Jahr 1986 verlegte sie ihren Wohnsitz wieder zurück nach München, wo sie bis zu ihrem Lebensende forschte und publizierte.

## Schriften (Auswahl)
- Zusammenstellung: Deutsche Kunst und Kultur im Germanischen National-Museum. Ulrich, Nürnberg 1952.
- Alte deutsche Innenräume vom Mittelalter bis zum 17. Jahrhundert. Langewiesche, Königstein im Taunus 1959.
- Zwei Kanonbilder in Missalebänden des Nürnberger Katharinenklosters. In: Anzeiger des Germanischen Nationalmuseums (1963), S. 62–66.
- Nürnberger Wirkteppiche des Mittelalters (= Bildhefte des Germanischen Nationalmuseums. Band 1). Germanisches Nationalmuseum, Nürnberg 1965.
- Ein Kaselkreuz in Rokycany. Hinweise zur böhmischen Marienverehrung unter Karl IV. und den ersten Prager Erzbischöfen. In: Anzeiger des Germanischen Nationalmuseums (1965), S. 33–51.
- Der Michaels- und Apostelteppich in Halberstadt. In: Elisabeth Hutter, Fritz Löffler (Hrsg.): Kunst des Mittelalters in Sachsen. Festschrift Wolf Schubert. Böhlau, Weimar 1967, S. 279–291.
- Ein Modelbuch von 1517 aus dem Nürnberger Clarenkloster. In: Anzeiger des Germanischen Nationalmuseums (1967), S. 27–29.
- Grundriss der abendländischen Kunstgeschichte. Kröner, Stuttgart 1967.
- Zwei hessische Leinenstickereien der zweiten Hälfte des 13. Jahrhunderts. In: Anneliese Ohm (Hrsg.): Festschrift für Peter Wilhelm Meister zum 65. Geburtstag. Hauswedell, Hamburg 1975, S. 121–126.
- Die textilen Schätze der Lorenzkirche. In: Herbert Bauer (Hrsg.): 500 Jahre Hallenchor St. Lorenz in Nürnberg 1477-1977. Nürnberg 1977, S. 139–166.
- Buchmalerei um 1410–40 in Heidelberg und der Kurpfalz. In: Anzeiger des Germanischen Nationalmuseums (1980), S. 30–47.
- Die Wohnung des Bürgers im späten Mittelalter. In: Rudolf Pörtner (Hrsg.): Das Schatzhaus der deutschen Geschichte. Düsseldorf/Wien 1982.
- Seidengewebe des 12. – 13. Jahrhunderts aus Nordmesopotamien und Bagdad. In: Jahrbuch des Museums für Kunst und Gewerbe Hamburg 8 (1989), S. 27–44.
- Seiden aus China, Mittelasien, Persien und Mesopotamien, die vom 7. bis zum frühen 13. Jahrhundert nach Mitteleuropa gekommen sind. In: Jahrbuch des Museums für Kunst und Gewerbe Hamburg 9/10 (1990–1991), S. 55–68.
- Der Paramentenschatz der Landsberger Jesuitenkirche Heiligkreuz (= Arbeitshefte des Bayerischen Landesamtes für Denkmalpflege. Band 64). Bayerisches Landesamt für Denkmalpflege, München 1994.
- Der Hochzeitsteppich in Quedlinburg. In: Niederdeutsche Beiträge zur Kunstgeschichte 34 (1995), S. 27–40.
- Geschichte der deutschen Textilkunst. Vom späten Mittelalter bis in die Gegenwart. Beck, München 1997.